# الینان دو فرادمون
الینان دو فرادمون (به فرانسوی: Hélinand de Froidmont) شاعر و مورخ قرن دوازدهم میلادی اهل فرانسه است.